# Elias Kolega
Elias Kolega (rođen 23. svibnja 1996.) hrvatski je  bivši alpski skijaš.
Brat je alpskog skijaša Samuela Kolege. Njihov otac je porijeklom s otoka Ugljana iz mjesta Kali. Majka Sonja bila je rukometašica, koju je trenirao Ante Kostelić. Igrala je zajedno s Maricom Kostelić, suprugom Ante Kostelića. Eliasa i njegovog brata Samuela trenirao je Ante Kostelić do 2021. godine.

## Karijera
Najbolje rezultate ostvario je u sezoni 2018. /19. kada se plasirao kao šesti na slalomu u Adelbodenu.
Njegov mentor bio je Ivica Kostelić.
Dana 19. travnja 2022. godine završava svoju karijeru zbog ozljeda s 25 godina.